# 德清县第一中学
30°32′40″N 119°58′52″E / 30.54431°N 119.98117°E
德清县第一中学始创于1944年，前身为德清县立简易师范学校。原校址位于浙江省湖州市德清县乾元镇，2004年8月搬入新址，新址在县府所在地武康街道千秋东街245号。

## 沿革
中华人民共和国成立后，简易师范改为县立初级中学。1956年，德清县立初级中学招收高一新生2班，次年，高中班并入湖州中学。两县合并后，设县级中学3所：德清县第一中学恢复招收高中班，改为完全中学；武康鎮的、新市鎮的分别改称第二、第三初级中学。文化大革命期间，学校停课。1981年列为省重点中学，1998年升格为浙江省一级重点中学。在2003年遷址期間，新生在职业中专借读。